# Fantastic Four (phim 2005)
Fantastic Four là một bộ phim siêu anh hùng chuyển thể từ truyện tranh cùng tên của hãng Marvel Comics. Đạo diễn của phim là Tim Story và được phát hành bởi hãng 20th Century Fox.

Mặc dù đạt được doanh thu khả quan nhưng bộ phim vẫn bị các nhà phê bình chỉ trích vì cốt truyện thiếu tính độc đáo. Tuy vậy, nó vẫn có một phần tiếp theo mang tên Fantastic Four: Rise of the Silver Surfer, được phát hành vào năm 2007.

## Tóm tắt nội dung
Reed Richards là một tiến sĩ vật lý học, anh đã khám phá ra một đám mây vũ trụ mang năng lượng tiến đến gần trái đất. Richards thuyết phục tiến sĩ Victor von Doom, bạn học cũ của mình tại MIT và bây giờ giám đốc điều hành của Von Doom Industries, cho phép anh được lên trạm không gian của Doom để xem ảnh hưởng của một cơ thể sinh học khi tiếp xúc với đám mây. Doom đồng ý với điều kiện anh phải được quyền kiểm soát các thử nghiệm và vì lợi nhuận mà nó có thể mang lại. Cùng với phi hành gia Ben Grimm, người bạn gái cũ Susan Storm và người em trai của cô là Johnny, họ tham gia cuộc thử nghiệm.
Tuy nhiên, đám mây lại đến nơi trước thời hạn mà Richards đã dự đoán, đúng lúc Grimm đang ở ngoài không gian để đặt các vật mẫu. Grimm bị ảnh hưởng trực tiếp từ đám mây trong khi những người khác bị ít hơn nhờ đang ở bên trong tàu. Khi trở về Trái đất, họ phát hiện mình có những khả năng đặc biệt: Richards có thể kéo dài cơ thể của mình như cao su, Susan Storm có thể trở nên vô hình và tạo ra một nguồn năng lượng làm lá chắn, Johnny Storm có thể tự bốc cháy và bay, và Grimm trở thành một người đá với sức mạnh vô địch. Trong khi đó, Doom bị các cổ đông trong công ty phản ứng dữ dội sau thất bại của cuộc thử nghiệm, và anh cũng bị một vết sẹo trên mặt.
Trên cầu Brooklyn, khi cứu một người đàn ông muốn tự tử, Grimm vô tình gây ra một vụ hỗn loạn giao thông nghiêm trọng. Lúc này, Richards và chị em nhà Storm cũng có mặt và họ sử dụng khả năng của mình để cứu rất nhiều người. 4 người trở nên nổi tiếng và bắt đầu được gọi với cái tên Fantastic Four. Tuy nhiên, Grimm vẫn không thể chấp nhận được bộ dạng mới của mình, nên họ trở lại phòng thí nghiệm của Richards để nghiên cứu lại khả năng của mỗi người và tìm cách giúp Grimm trở lại bình thường. Trong khi đó, Doom cũng phát hiện ra sự đột biến của mình, khi tay hắn dần trở nên cứng như kim loại và có khả năng bắn ra dòng điện. Hắn cũng bắt đầu đổ lỗi cho Richards việc làm thất bại cuộc thử nghiệm dẫn đến sự phá sản công ty của hắn.
Tại phòng thí nghiệm, Richards nói anh có thể tạo ra một cỗ máy có thể tái tạo lại cơn bão và đảo ngược lại ảnh hưởng của nó đối với cơ thể. Doom cũng bắt đầu kế hoạnh trả thù của mình, hắn chia rẽ mối quan hệ của Grimm, Richard và khi Richard hoàn thành xong cỗ máy, hắn nhanh chóng đưa Grimm trở lại hình dạng con người (để anh không còn khả năng cản trở hắn nữa), đồng thời hắn cũng làm tăng khả năng của mình, biến toàn bộ cơ thể trở thành kim loại.
 Von Doom tự gọi mình là Doctor Doom và đeo một chiếc mặt nạ để che giấu khuôn mặt đã bị biến dạng của hắn. Hắn bắt và tra tấn Richards, bắn một quả tên lửa để giết Johnny, nhưng không thành công. Grimm muốn cứu Richards nên anh quyết định quay trở lại hình dạng đá và cùng Susan đến tấn công Doom. Cuối cùng, 4 người cũng đánh bại hắn và làm hắn bị biến thành tượng sắt. Richard cầu hôn Susan và được chấp nhận. Bộ phim kết thúc với cảnh một con tàu trở hàng, bên trong nó là 1 bức tượng của Doom, và một dấu hiệu cho thấy hắn vẫn còn sống.

## Diễn viên
- Ioan Gruffudd... Reed Richards
- Jessica Alba... Susan Storm
- Chris Evans... Johnny Storm
- Michael Chiklis... Ben Grimm
- Julian McMahon... Victor von Doom

Như trong hầu hết các bộ phim dựa trên truyện của Marvel Comics, tác giả Stan Lee cũng đảm nhiệm một vai khách mời. Trong Fantastic Four, Ông vào vai Willie Lumpkin, một nhân viên bưu điện.

## Sản xuất
Chris Columbus, Raja Gosnell, Peyton Reed và Steven Soderbergh là những người được chọn để đạo diễn bộ phim trước khi Tim Story đản nhiệm công việc này. Vai diễn Susan Storm cũng từng được xem xét giao cho Renee Zellweger, Ali Larter, Julia Stiles, Kate Bosworth, Rachel McAdams, Scarlett Johansson, Elizabeth Banks và KaDee Strickland, cho đến khi Jessica Alba được chọn. Ngôi sao của loạt phim Fast and Furious, Paul Walker cũng đã được mời đảm nhiệm vai Johnny Storm, trước khi nó được giao cho Chris Evans.

## Phát hành
Tại Mỹ ngày công chiếu của Fantastic Four được chuyển từ ngày 1 tháng 7 năm 2005 tới trong tuần 8 tháng 7 để tránh cạnh tranh với siêu phẩm War of the Worlds của Steven Spielberg. Nó mở màn tại 3.602 rạp chiếu phim tại Hoa Kỳ, và tăng lên 3.619 rạp chiếu trong tuần sau.

### Phòng vé
Fantastic Four là một bộ phim thành công về mặt thương mại, nó đứng đầu đầu danh sách những bộ phim ăn khách nhất Bắc Mĩ vào tuần mở màn với khoảng 56.061.500 USD. Tính đến tháng 9 năm 2005, tổng doanh thu của Fantastic Four vào khoảng 330.579.700 USD trên toàn thế giới, và khoảng 154.696.080 USD tính riêng ở Bắc Mỹ.

### Đánh giá
Fantastic Four nhận được những nhận xét bất lợi từ các nhà phê bình và khán giả. Bộ phim này chỉ được đánh giá 26% trên Rotten Tomatoes và 40 điểm trên 100 tại trang Metacritic.
Tại lễ trao giải Saturn Award, Fantastic Four đã được đề cử cho giải Phim Khoa học viễn tưởng hay nhất, nhưng bị thất bại trước bộ phim Star Wars Episode III: Revenge of the Sith. Nó cũng nhận được hai đề cử tại giải thưởng MTV Movie Awards, nhưng cũng không nhận được giải nào.

### Mở rộng
Tháng 6 năm 2007, DVD dài thêm 20 phút của bộ phim được phát hành, nói rõ hơn về mối quan hệ của Richards và Susan.